# Гонзага, Альфонсо
Альфо́нсо Гонза́га (итал. Alfonso Gonzaga), или Альфо́нсо из Ка́стель-Гоффре́до (итал. Alfonso di Castel Goffredo) (Кастель-Гоффредо, Маркграфство Кастель-Гоффредо, ноябрь 1541 — Гамбаредоло, Маркграфство Кастель-Гоффредо, 7 мая 1592) — представитель ветви Кастель-Гоффредо дома Гонзага, суверенный маркграф Кастель-Гоффредо с 1565 по 1592 год. Кондотьер. Участник последней войны из серии Итальянских войн.

## Биография

### Правление
Родился в Кастель Гоффредо в ноябре 1541 года. Он был старшим сыном Луиджи Алессандро Гонзага, маркграфа Кастель-Гоффредо, Кастильоне и Сольферино и его второй жены Катерины Ангуиссолы. Кроме него у родителей были ещё два сына, средний Ферранте и младший Орацио. В 1549 году Альфонсо наследовал умершему отцу в маркграфстве Кастель-Гоффредо. Регентом при несовершеннолетнем правителе была его мать. В юном возрасте его отправили в Мадрид, где он поступил на службу к испанскому королю. В 1557 году Альфонсо сражался во Фландрии на стороне испанцев в битве при Сен-Кантене. При дворе в Мадриде он оставался до 1564 года. 22 июня 1565 года император Максимилиан II предоставил ему имперскую инвеституру на маркграфство Кастель-Гоффредо. Альфонсо содействовал развитию сельского хозяйства и торговли в маркграфстве; в 1567 году император разрешил ему открыть монетный двор в Кастель-Гоффредо и чеканить свою монету. Он также покровительствовал монахам-иеронимцам.
Затем Альфонсо переехал в Милан и вскоре женился. В 1586 году из-за проблем со здоровьем ему пришлось оставить службу. Подагра приковала его к инвалидной коляске. Он вернулся в Кастель-Гоффредо, где у него, в качестве апостольского делегата, гостил кардинал Карло Борромео. Во время отсутствия Альфонсо в Кастель-Гоффредо, маркграфством управлял его брат Ферранте.
В благодарность за предоставленный ему кредит в сумме трёхсот флоринов золотом, Альфонсо подарил городу Азола фонтан «Геркулес», который ранее стоял на площади Вязов (ныне площадь Мадзини) в Кастель-Гоффредо. Вскоре после возвращения в свой феод, маркграф приступил к строительным работам. В 1588—1590 годах по заказу Альфонсо, архитектор  реконструировал церковь Святого Эразма.

### Брак и потомство
В августе 1568 года в Ванзагелло Альфонсо Гонзага сочетался браком с Ипполитой Маджи, дочерью миланского патриция, графа Чезаре Маджи. В браке у супругов родились семеро детей, трое из которых умерли в младенческом возрасте:
- Фердинандо, умер в младенческом возрасте, венецианский патриций;
- Катерина[итал.], венецианская патрицианка, в 1596 году сочеталась браком с Карло Эмануэле Теодоро Тривульцио[итал.] (ум. 1605), графом Мельцо;
- Джулия, умерла в младенческом возрасте, венецианская патрицианка;
- Джиневра, умерла в младенческом возрасте, венецианская патрицианка;
- Мария, венецианская патрицианка, приняла монашеский постриг;
- Джованна (в некоторых источниках Анджелика), венецианская патрицианка, приняла монашеский постриг;
- Луиджа, венецианская патрицианка, приняла монашеский постриг[2].

Во время пребывания Альфонсо в испанском королевстве от любовницы Исабель Карвахаль у него родился бастард по имени Луиджи, который, после смерти маркграфа, безуспешно претендовал на его наследство.

### Убийство
В день праздника Вознесения Господня, 7 мая 1592 года, Альфонсо Гонзага, страдавшего от подагры, в паланкине доставили из дворца в Кастель-Гоффредо на виллу в Корте-Гамбаредоло, летнюю резиденцию маркграфов Кастель-Гоффредо. Несмотря на предостережения друзей, которые предупредили маркграфа о готовящемся на него нападении с целью убийства, которое спланировал его племянник, Альфонсо Гонзага пренебрёг охраной. В дороге его сопровождали трое слуг: Стефано Кометти, Антонио Факкини и Сильвио Лаццари. По прибытии, двое крестьян, арендовавших у маркграфа землю, Франческо Скинелли и Бернардино Трентино, пересадили его из паланкина в инвалидную коляску, которую привезли и оставили на мосту через пруд для разведения рыб. Здесь его настигли наёмные убийцы, которые более месяца регулярно бродили по округе, выжидая удобного случая для нападения. Всего участников преступления было восемь человек: Ферранте Помало, Маркантонио Орданино, Филиппо Фурлани, Франческо Маркези, Алессио Бонетти, Джакомо Педерчини, Андреа Франдзони и Джованбаттиста Альбертинелли.
Альфонсо Гонзага подкармливал хлебом рыб, когда к нему сзади приблизился вооружённый человек. Это был Джакомо Педерчини. Он выстрелил из аркебузы в спину маркграфу. Ранение оказалось лёгким из-за плотного меха на одежде жертвы. Тогда, спешившись с лошадей, к Альфонсо Гонзага подошли двое других убийц, Ферранте Помало и Филиппо Фурлани, которые кинжалами нанесли ему удары в грудь и шею. Они стащили маркграфа с инвалидной коляски и бросили его в пруд, но он всё ещё был жив. Джанбаттиста Альбертинелли выстрелил из аркебузы ему в живот, а Алессио Бонетти швырнул большой камень, который попал Альфонсо Гонзага в голову. Наконец, Андреа Францони, спустился по лестнице в пруд и обезглавил жертву. После убийства все преступники вернулись в феод Кастильоне, которым владел заказчик убийства, племянник убитого маркграфа. Считается, что это убийство могло быть одним из событий, лёгших в основу гамлетовской пьесы в пьесе «Убийство Гонзаго».

#### Причина убийства и последствия
Причиной к совершению преступления было желание Родольфо Гонзага не дать дяде лишить его законного права на наследование маркграфства Кастель-Гоффредо. Маркграф, у которого не было наследников мужского пола и в миру оставалась только одна дочь, а другие три стали монахинями, планировал выдать её замуж за Родольфо Гонзага. Но племянник кузине предпочёл брак по любви с другой. Это рассердило Альфонсо Гонзага, и он, опираясь на поддержку влиятельных друзей при императорском дворе в Вене, стал действовать с тем, чтобы его владения отошли к дочери, Катерине Гонзага.
Однако после убийства старого маркграфа, Родольфо Гонзага во главе с полусотней наёмников занял Кастель-Гоффредо и объявил себя законным правителем феода. Вдову убитого им дяди и его дочь он держал у себя в качестве пленниц. Женщины обратились за защитой к родственнику, мантуанскому герцогу Винченцо I, но только после вмешательства римского папы Климента VIII, Родольфо Гонзага позволил им отбыть в Мантую.
Заказчик убийства Альфонсо Гонзага, его племянник, был убит выстрелом из аркебузы 3 января 1593 года у входа в церковь Святого Эразма в Кастель-Гоффредо. Убийцы старого маркграфа тоже не избежали наказания. Джакомо Педерчини был убит в ноябре 1593 года. Франческо Маркези и Маркантонио Орданино были схвачены в 1594 году. Также были схвачены и заключены в мантуанскую тюрьму Джованбаттиста Альбертинелли, Филиппо Фурлани и Ферранте Помало. Последнего властям сдала жена, и в 1596 году он умер в тюрьме при загадочных обстоятельствах. Андреа Францони был повешен в 1597 году.
Вначале останки Альфонсо Гонзага захоронили в церкви дисциплинников. Затем его похоронили в одной из капелл церкви Обручения Девы Марии, служившей усыпальницей для членов дома Гонзага. Позднее его вдова перенесла останки мужа в санктуарий Богоматери Милостивой близ Мантуи. Белая мраморная доска на внешней стороне надгробия содержит надпись о том, кем был и как умер Альфонсо Гонзага. В 1615 году на месте его убийства по заказу дочери Катерины Гонзага был построен ораторий Святого Карла.